# Vertige d'une rencontre
Pour plus de détails, voir Fiche technique et Distribution.
Vertige d'une rencontre est un documentaire français de Jean-Michel Bertrand sorti le 21 juillet 2010.

## Synopsis
Pour ne pas troubler la vie sauvage  et arriver à observer et filmer l'aigle royal dans le parc national des Écrins, Jean-Michel Bertrand passe cinq ans seul à arpenter la montagne par périodes de cinq à six jours.

## Fiche technique
Source :  Unifrance
- Titre original : Vertige d'une rencontre
- Réalisation : Jean-Michel Bertrand
- Scénario : Jean-Michel Bertrand, Dominique Marcel
- Montage : Dominique Marcel, Sonia Bonvoisin, Henri Erisman
- Musique : Jakob Vinje
- Société de production : Rispe Production
- Société de distribution : MC4 Distribution
- Pays d'origine :  France
- Langue d'origine : français
- Format : image 1:85 — son Dolby SRD
- Genre : documentaire
- Date(s) de sortie : 21 juillet 2010

## Accueil
Pour le journal Le Monde « [c]'est un film schizophrénique. » De plus, le journal indique que « [l]a rencontre des deux registres, l'un consacré à la préparation, l'autre au résultat, n'est évidemment guère productive. »

## Autour du film
Un livre a aussi été édité.

## Distinctions
Le film a reçu le Grand Prix du film professionnel au festival international du Film Nature de Namur 2009 où « le jury a souligné l'intense émotion qui se dégage de ce film à travers des images étonnantes et un commentaire qui touche au plus juste. »